# Graham Price
Graham Price (* 24. listopadu 1951 Moascar) je bývalý velšský ragbista, který hrál jako pilíř. V roce 2007 dostal Řád britského impéria. Server Ruck ho zvolil nejlepším pravým pilířem všech dob.
Za Wales odehrál 41 zápasů a získal 8 bodů (1975–1983). Čtyřikrát se stal vítězem Poháru 5 národů (1975, 1976, 1978, 1979). Při své reprezentační premiéře dokázal proti Francii položit míč do soupeřova brankoviště po tom, co přeběhl 70 metrů. Ve 12 zápasech hrál za Britské a Irské lvy, připsal si 4 body (1977–1983). Na klubové úrovni hrál za velšský tým Pontypool.
Po konci kariéry se stal ragbyovým řečníkem.